# シェリカ・ウィリアムズ
シェリカ・ウィリアムズ（Shericka Williams、1985年9月17日 - ）は、ジャマイカの女子陸上競技選手。400mを特に得意とする選手で、4×400mリレーでも活躍している選手である。2008年北京オリンピックの銀メダリスト。

## 経歴
ウィリアムズが、最初に国際舞台に登場したのは、2005年のヘルシンキの世界選手権である。この大会では400mと4×400mリレーに出場。400mでは準決勝で敗退したものの、リレーは、3分23秒29でロシアに次いで銀メダルを獲得した。2006年には、ワールドアスレチックファイナルの400mで3位となり、その直後のワールドカップでは、4×400mリレーでアメリカ州チームの一員として3分19秒84で優勝を果たした。
2007年には、大阪で開催された世界選手権に出場。400mは準決勝で50秒37のシーズンベストを出したものの決勝に進出することはできなかったが、4×400mリレーは、3分19秒73でアメリカに次いで2大会連続の銀メダルを獲得した。
2008年は北京オリンピックに出場。これまで世界選手権で、個人種目の400mで決勝に残ったことがなかったが、初めて決勝に進出すると、49秒69の自己ベストで、イギリスのクリスティーン・オールグーに次いで銀メダルを獲得した。さらに4×400mリレーでも、シェリーファ・ロイド、ローズマリー・ホワイト、ノブレーン・ウィリアムズとともに銀メダルを手にした。

## 自己ベスト
- 200m - 22秒50 (2008年)
- 400m - 49秒32 (2009年)

## 主な実績
| 年   | 大会                               | 場所                       | 種目         | 結果      | 記録      |
| ---- | ---------------------------------- | -------------------------- | ------------ | --------- | --------- |
| 2005 | 世界陸上選手権                     | ヘルシンキ(フィンランド)   | 400m         | 6位（sf） | 52秒44    |
| 2005 | 世界陸上選手権                     | ヘルシンキ(フィンランド)   | 4×400mリレー | 2位       | 3分23秒29 |
| 2006 | コモンウェルスゲームズ             | メルボルン(オーストラリア) | 400m         | 5位       | 51秒81    |
| 2006 | コモンウェルスゲームズ             | メルボルン(オーストラリア) | 4×400mリレー | 4位       | 3分34秒91 |
| 2006 | IAAFワールドアスレチックファイナル | シュトゥットガルト(ドイツ) | 400m         | 3位       | 50秒44    |
| 2006 | IAAFワールドカップ                 | アテネ(ギリシャ)           | 4×400mリレー | 1位       | 3分19秒84 |
| 2007 | 世界陸上選手権                     | 大阪(日本)                 | 400m         | 4位（sf） | 50秒37    |
| 2007 | 世界陸上選手権                     | 大阪(日本)                 | 4×400mリレー | 2位       | 3分19秒73 |
| 2008 | オリンピック                       | 北京(中国)                 | 400m         | 2位       | 49秒69    |
| 2008 | オリンピック                       | 北京(中国)                 | 4×400mリレー | 2位       | 3分20秒40 |
| 2009 | 世界陸上選手権                     | ベルリン(ドイツ)           | 400m         | 2位       | 49秒32    |
| 2009 | 世界陸上選手権                     | ベルリン(ドイツ)           | 4×400mリレー | 2位       | 3分21秒15 |
| 2011 | 世界陸上選手権                     | 大邱(韓国)                 | 400m         | 6位       | 50秒79    |
| 2011 | 世界陸上選手権                     | 大邱(韓国)                 | 4×400mリレー | 2位       | 3分18秒71 |
| 2012 | オリンピック                       | ロンドン(イギリス)         | 4×400mリレー | 3位       | 3分20秒95 |

- sfは準決勝